# Bolsa Família

Logo programu

Programa Bolsa Família (PBF) neboli „rodinná peněženka“ je projekt podmíněné finanční dávky, poskytované v Brazílii sociálně potřebným rodinám s nezletilými dětmi. Inicioval ho prezident Luiz Inácio Lula da Silva a byl zaveden zákonem přijatým 9. ledna 2004. Navazuje na program Bolsa-escola, který zavedl guvernér Distrito Federal do Brasil Cristovam Buarque. Je druhým nejstarším celostátním projektem tohoto typu po mexickém Oportunidades.
V roce 2020 bylo do programu zapojeno 13,8 milionu osob a je největším projektem tohoto druhu na světě. Podmínkou finanční pomoci je příjem pod oficiální hladinou chudoby, tj. maximálně v přepočtu 21 dolarů na jednoho člena rodiny za měsíc. Částka odpovídající v přepočtu maximálně 50 dolarům měsíčně přichází ženám na platební kartu vydávanou bankou Caixa Econômica Federal. Dávky jsou určeny na vzdělávání dětí, úřady proto kontrolují jejich docházku do škol a na lékařské prohlídky. Program zvýšil v zemi gramotnost a snížil dětskou úmrtnost, podle odhadů se díky němu vymanilo z extrémní chudoby 36 milionů Brazilců. Inspiroval podobné akce v osmnácti zemích, do nichž se zapojilo celkem 128 milionů lidí.
V období pandemie covidu-19 se v Brazílii výrazně zvýšil počet osob s nárokem na tuto dávku a objevil se proto návrh na její nahrazení základním nepodmíněným příjmem.